# Pustelnik (gromada w powiecie wołomińskim)
Pustelnik – dawna gromada, czyli najmniejsza jednostka podziału terytorialnego Polskiej Rzeczypospolitej Ludowej w latach 1954–1972.
Gromady, z gromadzkimi radami narodowymi (GRN) jako organami władzy najniższego stopnia na wsi, funkcjonowały od reformy reorganizującej administrację wiejską przeprowadzonej jesienią 1954 do momentu ich zniesienia z dniem 1 stycznia 1973, tym samym wypierając organizację gminną w latach 1954–1972.
Gromadę Pustelnik z siedzibą GRN w Pustelniku (obecnie część miasta Marki) utworzono – jako jedną z 8759 gromad na obszarze Polski – w powiecie wołomińskim w woj. warszawskim, na mocy uchwały nr VI/10/23/54 WRN w Warszawie z dnia 5 października 1954. W skład jednostki wszedł obszar dotychczasowej gromady Pustelnik (z wyłączeniem kolonii Brzezinów i kolonii Henryków) ze zniesionej gminy Pustelnik w tymże powiecie. Dla gromady ustalono 27 członków gromadzkiej rady narodowej.
Gromadę zniesiono 1 stycznia 1957, kiedy to jej obszar (a także obszar zniesionej gromady Marki) złożył się na nowo utworzone osiedle Marki (1 stycznia 1967 osiedle Marki otrzymało prawa miejskie).